# Seznam činov avstro-ogrskih oboroženih sil
Seznam činov avstro-ogrskih oboroženih sil.

## K.u.K. Armee
V tej razpredelnici so vključeni tudi čini  in oznake gorskih enot, čeprav so le-te spadale pod domobranstvo.
| Slovenski naziv                         | Pehota/Infanterie                                                  | Konjenica/Kavallerie                                            | Artilerija/Artillerie                                | Lovske enote/Jäger              | Oznake čina/Rangabzeichen | Oznake čina gorskih enot/Rangabzeichen Gebirgstruppe |
| --------------------------------------- | ------------------------------------------------------------------ | --------------------------------------------------------------- | ---------------------------------------------------- | ------------------------------- | ------------------------- | ---------------------------------------------------- |
| Moštvo/Mannschaften                     |                                                                    |                                                                 |                                                      |                                 |                           |                                                      |
| Vojak                                   | Infanterist / Honvéd                                               | Dragoner / Husar / Ulan                                         | Kanonier                                             | Jäger                           |                           |                                                      |
| Poddesetnik                             | Gefreiter / Őrvezető                                               | Patrouilleführer / Járőrvezető                                  | Vormeister / Főtűzer                                 | Patrouillenführer / Járőrvezető |                           |                                                      |
| Podčastniki/Unteroffiziere              |                                                                    |                                                                 |                                                      |                                 |                           |                                                      |
| Desetnik                                | Korporal / Tizedes                                                 | Korporal                                                        | Geschütz-Vormeister                                  | Unterjäger                      |                           |                                                      |
| Naddesetnik                             | Zugsführer / Szakaszvezető                                         | Zugsführer                                                      | Zugsführer                                           | Zugsführer                      |                           |                                                      |
| Vodnik                                  | Feldwebel / Őrmester                                               | Wachtmeister                                                    | Feuerwerker                                          | Oberjäger                       |                           |                                                      |
| Kadet-Vodnik                            | Kadett-Feldwebel / Kadétőrmester-Hadapród (od 1908 Kadett)         | Kadett-Wachtmeister (Kadett)                                    | Kadett-Feuerwerker (Kadett)                          | Kadett-Oberjäger (Kadett)       |                           |                                                      |
| Štabni vodnik                           | Stabs-Feldwebel / Törzsőrmester (od 1913) (oznake do 1914)         | Stabs-Wachtmeister                                              | Stabs-Feuerwerker                                    | Stabs-Oberjäger                 |                           |                                                      |
| Štabni vodnik                           | Stabs-Feldwebel / Törzsőrmester (od 1913) (oznake po 1914)         | Stabs-Wachtmeister                                              | Stabs-Feuerwerker                                    | Stabs-Oberjäger                 |                           |                                                      |
| Častniški pripravnik                    | Offiziersstellvertreter / Tiszthelyettes (od 1915)                 | Offiziersstellvertreter                                         | Offiziersstellvertreter                              | Offiziersstellvertreter         |                           |                                                      |
| Častniški pripravniki/Offiziersanwärter |                                                                    |                                                                 |                                                      |                                 |                           |                                                      |
| Kadet-Častniški pripravnik              | Kadett-Offiziersstellvertreter / Hadapród-Tiszthelyettes (do 1908) | Kadett-Offiziersstellvertreter                                  | Kadett-Offiziersstellvertreter                       | Kadett-Offiziersstellvertreter  |                           |                                                      |
| Praporščak                              | Fähnrich / Zászlós (od 1908)                                       | Fähnrich                                                        | Fähnrich                                             | Fähnrich                        |                           |                                                      |
| Nižji častniki/Subalternoffiziere       |                                                                    |                                                                 |                                                      |                                 |                           |                                                      |
| Poročnik                                | Leutnant / Hadnagy                                                 | Leutnant                                                        | Leutnant                                             | Leutnant                        |                           |                                                      |
| Nadporočnik                             | Oberleutnant / Főhadnagy                                           | Oberleutnant                                                    | Oberleutnant                                         | Oberleutnant                    |                           |                                                      |
| Stotniki/Hauptleute/Rittmeister         |                                                                    |                                                                 |                                                      |                                 |                           |                                                      |
| Stotnik                                 | Hauptmann / Százados                                               | Rittmeister                                                     | Hauptmann                                            | Hauptmann                       |                           |                                                      |
| Štabni častniki/Stabsoffiziere          |                                                                    |                                                                 |                                                      |                                 |                           |                                                      |
| Major                                   | Major / Őrnagy                                                     | Major                                                           | Major                                                | Major                           |                           |                                                      |
| Podpolkovnik                            | Oberstleutnant / Alezredes                                         | Oberstleutnant                                                  | Oberstleutnant                                       | Oberstleutnant                  |                           |                                                      |
| Polkovnik                               | Oberst / Ezredes                                                   | Oberst                                                          | Oberst                                               | Oberst                          |                           |                                                      |
| Generali/Generale                       |                                                                    |                                                                 |                                                      |                                 |                           |                                                      |
| Generalmajor                            | Generalmajor / Vezérőrnagy                                         |                                                                 |                                                      |                                 |                           |                                                      |
| Podmaršal                               | Feldmarschalleutnant / Táborhadnagy                                |                                                                 |                                                      |                                 |                           |                                                      |
| General pehote                          | General der Infanterie / Gyalogsági tábornok (od 1908)             | General der Kavallerie / Lovassági tábornok (general konjenice) | Feldzeugmeister / Táborszernagy (general artilerije) |                                 |                           |                                                      |
| Generalpolkovnik                        | Generaloberst / Vezérezredes (od 1915)                             |                                                                 |                                                      |                                 |                           |                                                      |
| Feldmaršal                              | Feldmarschall / Tábornagy                                          |                                                                 |                                                      |                                 |                           |                                                      |